# Paul Siebertz (Maler)
Paul Siebertz (* 10. Mai 1915 in Aachen; † 21. April 1997 in Monschau) war ein deutscher Landschaftsmaler.

## Leben und Ausbildung
Siebertz besuchte die damalige Kunstgewerbeschule Aachen und beschloss, Landschaftsmalerei zu studieren, wurde jedoch zur Wehrmacht einberufen und war bei einer Flugzeugabwehrabteilung in Wien stationiert. Ein verständnisvoller Vorgesetzter ermöglichte es ihm, tagsüber seinem Studium nachzugehen. An der Akademie der bildenden Künste Wien in Wien wurde er in die Meisterklasse von Carl Fahringer aufgenommen und absolvierte während des Zweiten Weltkrieges ein akademisches Studium. 1942 heiratete er Rosl Siebertz, geborene Mikula.
Nach dem Krieg lebte Siebertz zunächst in Wien und beteiligte sich an mehreren Ausstellungen. Schließlich zog er in seine Heimat nach Menzerath bei Monschau zurück. Nun begann er seine produktive Tätigkeit als Landschaftsmaler der Eifel und des Hohen Venns.

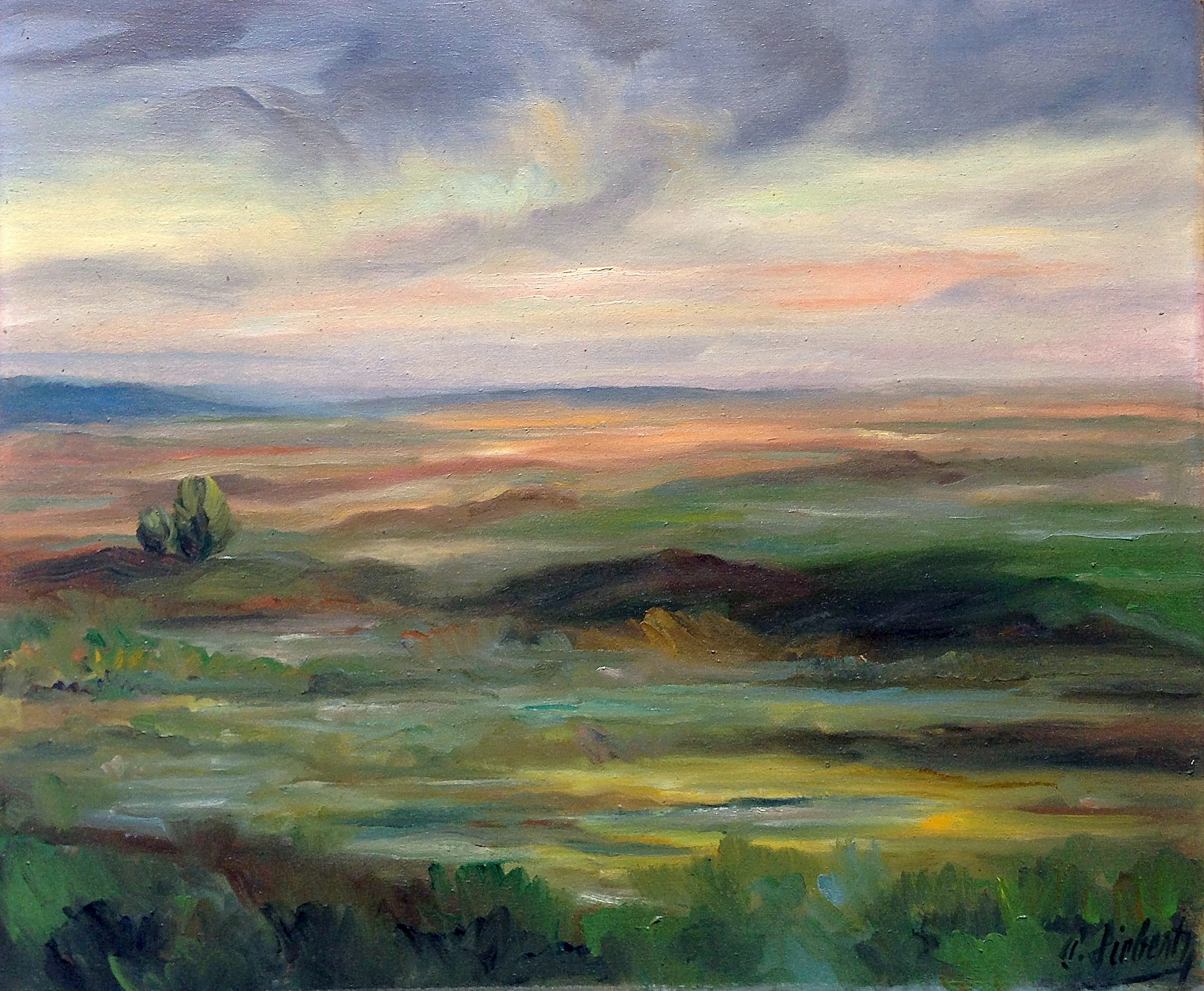
Paul Siebertz, Vennlandschaft bei Monschau, Öl auf Leinwand, 50 × 60 cm, ca. 1959

Die entstandenen Bilder, vornehmlich Ölgemälde, Kohle- und Bleistiftzeichnungen entstanden nie im Atelier, sondern immer Draußen sozusagen direkt vor dem Motiv. Hieraus entwickelte sich eine spontane, teils grobe, pastose Malweise, die dem Stil der von ihm sehr geschätzten deutschen Impressionisten, im Besonderen: Lovis Corinth, Max Liebermann und Max Slevogt nicht unähnlich schien. Jedoch war die ländliche, teils noch sehr urwüchsige Landschaft der Nordeifel und des Hohen Venns künstlerisch noch so gut wie unerschlossen. Eifelmaler wie Fritz von Wille hatten vornehmlich in der Südeifel Quartier bezogen.
Vor allem in den Jahren 1950 bis 1975 gelang es Paul Siebertz, einzigartige Charakterstudien der so besonderen und gleichsam unnahbaren Landschaft des Hohen Venns zu schaffen.
Neben seinen Landschaftsbildern schuf er auch Porträts und vereinzelt Entwürfe für Kirchenfenster.
Als Pädagoge arbeitete er an der Städt. Realschule in Monschau und der damaligen Sonderschule für Lernbehinderte in Simmerath. Zudem engagierte er sich als Dozent in der ortsansässigen Volkshochschule.